# 泉州幼儿师范高等专科学校
泉州幼儿师范高等专科学校，简称泉州幼高专，是中华人民共和国的一所全日制公办省属普通高等专科学校，位于福建省泉州市。
1890年，英国宣道会创办培英女校。1921年，中国人接管培英女校。1952年，人民政府接管培英女校，更名为泉州女子师范学校。1955年，更名为福建省泉州幼儿师范学校。1966年，“文化大革命”爆发，学校停办，校产几乎损失殆尽。2005年，升格为泉州儿童发展职业学院。2011年4月，改建为泉州幼儿师范高等专科学校。2014年，福建省永春师范学校并入，并改组为泉州幼儿师范高等专科学校永春校区。